# Tjärnmyrtjärnen (Umeå socken, Västerbotten)
Tjärnmyrtjärnen är en sjö i Umeå kommun i Västerbotten och ingår i Sävaråns huvudavrinningsområde.